# Edson Stroll
Edson Stroll (Chicago, 6 de enero de 1929 – 18 de julio de 2011) fue un actor estadounidense que apareció en un par de decenas de películas desde 1958.

## Biografía
Hijo de una familia judía (Charles Stroll y Estelle Rose Stroll), Stroll se alistó a la Armada de los Estados Unidos en la década de los 40 y comenzó con su carrera de culturista en la década de los 50. Estudió interpretación y canto en la American Theater Wing de Nueva York y recibió educación vocal en Fulbright Scholarship, seguido de un contrato de artistas para la interpretación de la National Broadcasting Company
Hizo una variedad de trabajos teatrales y desde 1958 en adelante tuvo pequeños papeles en programas de televisión como How to Marry a Millionaire y Sea Hunt. Apareció en dos episodios de The Twilight Zone, Eye of the Beholder (1960) y The Trade-Ins (1962). Hizo el papel de "Dynamite" en el film de Elvis Presley G.I. Blues (1960) y el de Virgil Edwards en McHale's Navy.
Los fans de la comedia slapstick recuerdan a Stroll por sus papeles en dos largometrajes de la década de 1960, Snow White and the Three Stooges y The Three Stooges in Orbit. En la década de los 60, Stroll era copropietario de una tienda de segundos de alta costura para hombres en Beverly Hills.
A partir del 2000, Stroll proporcionó voces en off, y ocasionalmente apareció en espectáculos de firma de autógrafos de Hollywood, cerca de su Marina del Rey en el sur de California.